# Desmoscolex luteocola
Desmoscolex luteocola är en rundmaskart som först beskrevs av Benjamin G. Chitwood 1931.  Desmoscolex luteocola ingår i släktet Desmoscolex och familjen Desmoscolecidae. Inga underarter finns listade i Catalogue of Life.